# Gephyromantis webbi
Gephyromantis webbi (denominado, em inglês, Webb's Madagascar Frog) é uma espécie de anfíbio da família Mantellidae. Foi originalmente descrita como Rhacophorus webbi, por Grandison, em 1953.
É endémica de Madagáscar (sudeste da África), na região ao redor da baía de Antongil.
Os seus habitats naturais são florestas subtropicais ou tropicais húmidas de baixa altitude e rios.
Está ameaçada por perda de habitat, na categoria de espécie em perigo da Lista Vermelha da União Internacional para a Conservação da Natureza e dos Recursos Naturais.